# Jean-Daniel Padovani
Jean-Daniel Padovani (Perpignano, 17 gennaio 1980) è un ex calciatore francese, di ruolo portiere.